# قطعنامه ۱۴۵۸ شورای امنیت
قطعنامه ۱۴۵۸ شورای امنیت سازمان ملل متحد که در تاریخ ۲۸ ژانویه ۲۰۰۳ تصویب شد، سندی بین‌المللی دربارهٔ بررسی وضعیت در لیبریا است. این قطعنامه طی نشست ۴۶۹۳ام با ۱۵ رای موافق، ۰ مخالف و ۰ ممتنع تصویب شد.